# Riccardo Tozzi (arbitro)
Riccardo Tozzi (Roma, 28 gennaio 1975) è un ex arbitro di calcio italiano.
Lasciati i campi, continua a far parte dell'A.I.A come dirigente e dal 1º luglio 2014 è vice presidente del C.R.A. Lazio

## Carriera
Appartenente alla Sezione AIA di Ostia Lido, diventa arbitro effettivo nel 1994.
Dopo tre anni di Serie C1 e Serie C2 (durante i quali totalizza 37 presenze in Prima Divisione, compresa la finale play-off del 2008 tra Cremonese e Cittadella) viene promosso nella C.A.N. A-B nel 2008 per decisione dell'allora designatore Giancarlo Dal Forno.
Debutta in cadetteria il 30 agosto 2008 arbitrando l'incontro Treviso-Ancona, finita 2-2.
Cinque mesi dopo esordisce in prima serie nella partita Cagliari-Atalanta giocata l'8 febbraio 2009 al Sant'Elia.
Fa parte di una famiglia "arbitrale", visto che il fratello Fabrizio Tozzi e la moglie Paola Culicelli sono stati entrambi assistenti in CAN PRO.
Il 3 luglio 2010, con la scissione della C.A.N. A-B in C.A.N. A e C.A.N. B, viene inserito nell'organico della C.A.N. B.
Al termine della stagione 2012-2013, vanta 7 presenze in serie A.
Il 2 luglio 2013 termina la sua carriera arbitrale.
Dal 1º luglio 2014 è vice presidente del C.R.A. Lazio, presieduto da Luca Palanca.
Dal 1º luglio 2018 viene inserito nell'organico della CAN D in qualità di componente